# Кубундэн
Кубундэн (яп. 口分田, くぶんでん, «поле на человека», «именной надел») — разновидность государственного земельного надела в системе рицурё в древней Японии времён реформ Тайка.
Согласно «Закону о выдаче земельных наделов», выдавался государством дееспособным лицам в аренду или в обмен на налог, равнявшийся 3 % урожая.
Мужчины, принадлежавшие к «добрым людям» и были старше 6 лет, имели право получить надел в 2 тан (22 ар), а женщины той же категории имели право на 2/3 надела мужчин. Представители «подлых людей», в частности государственные и ведомственные нухи, также получали надел в 2 тан, однако личные нухи могли претендовать только на 1/3 такого надела.
Кроме обычного надела кубундэн существовали и другие виды наделов: заслуженные, ведомственные, правительственные, жалованные, ранговые, монастырские, святилищные и т. д.